# Quercus tingitana
Quercus tingitana är en bokväxtart som beskrevs av Aimée Antoinette Camus. Quercus tingitana ingår i släktet ekar, och familjen bokväxter. Inga underarter finns listade i Catalogue of Life.